# Monumento a la Santa Biblia
El Monumento a la Biblia es una escultura que representa al libro usado por los cristianos, se encuentra ubicado en el cantón Pasaje, en la provincia de El Oro en Ecuador. La obra fue elaborada en el año 2020 y es la representación escultórica de la biblia más grande en Sudamérica.

## Historia
El monumento fue realizado por el municipio de Pasaje en agradecimiento a Dios por la salud de la población tras los eventos ocurridos durante la Pandemia de COVID-19 en Ecuador, e inaugurada el 26 de septiembre, fecha en que se celebra el día mundial de la biblia.
La Obra fue trabajada por el escultor ecuatoriano y orense el Arq. Ivan Cruz Novillo, en respuesta a la encomienda solicitada por el Alcalde de Pasaje. Se dice también que el escultor relata un grado alto de sensibilidad para modelar esta obra, ya que, en esos tiempos se perdían muchas vidas humanas, en un estado de pandemia global logró ilustrar y encantar con su representación de la mano de Dios entregando la Sagrada Biblia al hombre en la tierra.
Fue inaugurada por sacerdotes católicos, ya que la Sagrada Biblia es fruto de la Santa Iglesia Católica.

## Descripción
La escultura se encuentra sobre unas rocas, de la cuales salen dos manos que reciben el libro sagrado y una mano que la entrega. En el interior del libro se encuentran dos versículos, el primero: “El cielo y la tierra pasarán / pero mis palabras no pasarán”, Mateo 24:35; y el segundo: “No temas porque yo estoy contigo. No desmayes porque yo soy tu Dios que te esfuerzo”, Isaías 41:10.